# فريدريك الثامن
كريستيان فردريك فلهيلم كارل (3 حزيران 1843-14 آيار 1912) ملك الدنمارك بين عام 1906 و 1912 وهو ثاني ملك دنماركي من أسرة گلوكسبورغ. وهو ابن الملك كرستيان التاسع وولي عهده مدة 43 عامًا فلم يصل إلى العرش الا وهو في الثالثة والستين من عمره، وخلال فترة حكم والده الطويلة كان فردريك بعيداً عن دائرة السلطة والقرار السياسي.
حصل فردريك على تعليم عسكري وفي عام 1863 اُرسل للدراسة في جامعة أوكسفورد ولكن في ايلول من نفس السنة اعتلى والده العرش فأصبح فردريك ولياً لعهد الدنمارك ما اضطره للعودة إلى بلاده.
وكولي للعهد حصل فردريك على مقعد في مجلس الدولة وأصبح مساعداً لوالده في شؤون الدولة. وفي عام 1864 شارك فعلياً في حرب شلسفيغ الثانية ضد بروسيا والامبراطورية النمساوية المجرية.

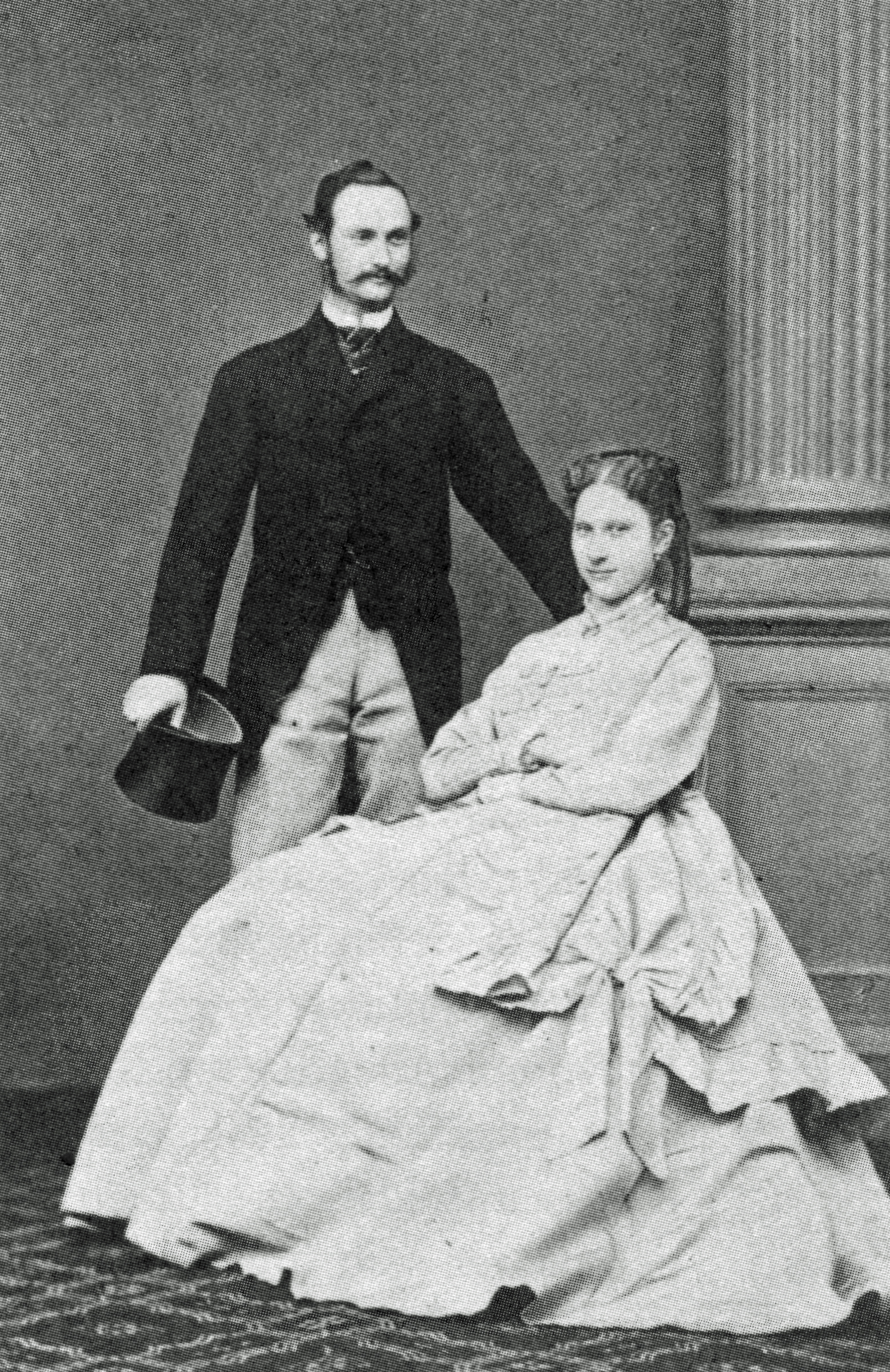
Crown Prince Frederick and Princess لويزا من السويد

في يوليو من عام 1868 تمت خطبة فردريك من الأميرة لويز من السويد البالغة من العمر 17 عاماً ابنة الملك جارلس الخامس عشر ملك السويد الرابع ملك النرويج، وكان الزواج مقترح لتوطيد اواصر الصداقة بين الدنمارك والسويد بعد التوتر الذي ساد بينهما بسبب عدم تدخل السويد لمساعدة الدنمارك في حرب شلسفيغ الثانية ضد بروسيا والنمسا.
في عام 1868 دُعي الأمير فردريك إلى السويد للقاء الأميرة لويز وقد وصف هذا اللقاء بانه ناجح وتمت الخطبة في نفس العام، حيث أصبحت لويز أول أميرة سويدية تتزوج في البلاط الدنماركي منذ القرون الوسطى. وقد تم الزواج رسمياً في القصر الملكي في العاصمة السويدية ستوكهولم في 28 يوليو 1869 .

## الحكم
عند وفاة الملك كرستيان التاسع في 29 يناير 1906 أصبح فردريك ملكاً على الدنمارك بالاسم فردريك الثامن وكان حينها في الثانية والستين من عمره، كان فردريك الثامن حاكماً ليبرالياً مناسباً للنظام البرلماني الجديد أكثر من والده.ولكن بسبب تقدمه في السن لحين وصوله العرش لم يكن امامه الكثير من السنوات ليظهر قابلياته إذ كان يعاني من الضعف بسبب المرض.

## وفاته
بعد عودته من رحلة في نيس توقف الملك فردريك الثامن لفترة قصيرة في هامبورغ حيث اقام في فندق هامبورغرهوف، وخلال تجواله للنزهة متخفياً في المدينة انهار فردريك على أحد المقاعد العامة وتوفي على الفور حيث عثر عليه أحد ضباط الشرطة ونقله إلى مستشفى هافن حيث أعلن عن وفاته. وقد دفن في كاتدرائية روسكيلد في كوبنهاغن مع باقي افراد أسرته.

## ذريته
- الملك كريستيان العاشر ملك الدنمارك
- الملك هوكون السابع ملك النرويج
- الأميرة لويز من الدنمارك
- الأمير هارالد من الدنمارك
- الأميرة إنگيبورغ من الدنمارك
- الأميرة ثيرا من الدنمارك
- الأمير غوستاف من الدنمارك
- الأميرة داغمار من الدنمارك